# 베이리에

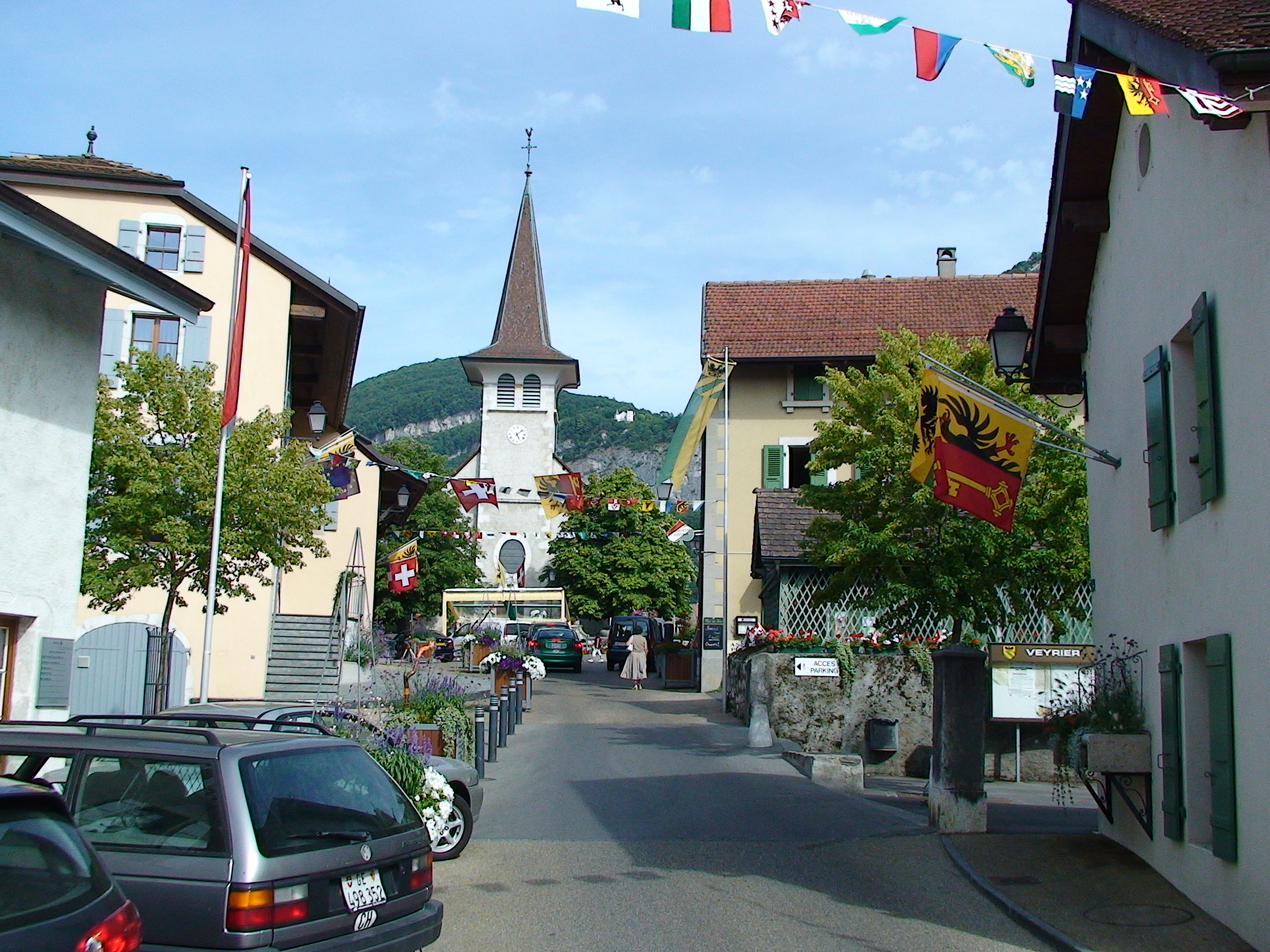
베이리에

베이리에(프랑스어: Veyrier)는 스위스 제네바주 남동부에 위치한 도시로, 면적은 6.5km2, 높이는 428m, 인구는 10,247명(2011년 8월 기준), 인구 밀도는 1,576명/km2이다.

시 문장